# George Rhoden
Vincent George Rhoden (Kingston, 13 de dezembro de 1926 – 24 de agosto de 2024) foi um atleta e bicampeão olímpico jamaicano.
Rhoden, que vivia em San Francisco, Califórnia, foi um dos mais bem sucedidos velocistas jamaicanos dos anos 40 e 50, junto com seus compatriotas Arthur Wint e Herb McKenley. Competiu pela primeira nos Jogos Olímpicos em Londres 1948, sem contudo conseguir uma medalha. Dois anos depois, porém, em Eskilstuna, na Suécia, ele quebrou o recorde mundial dos 400 m rasos, com a marca de 45s8.
Em Helsinque 1952, onde chegou desta vez como favorito, pelo recorde mundial, ele venceu uma batalha dura contra seu compatriota McKenley - de quem tomou o recorde mundial em 1950 - conquistando a medalha de ouro da prova em 46s09, um novo recorde olímpico. No último dia das provas de pistas, conquistou mais outro ouro, integrando o revezamento 4x100 m junto com McKenley, Wint e Leslie Laing, que estabeleceu um novo recorde olímpico e mundial para a prova, 3m03s9.

## Morte
George morreu no dia 24 de agosto de 2924, os 97 anos.